# Bossa de Fabrici

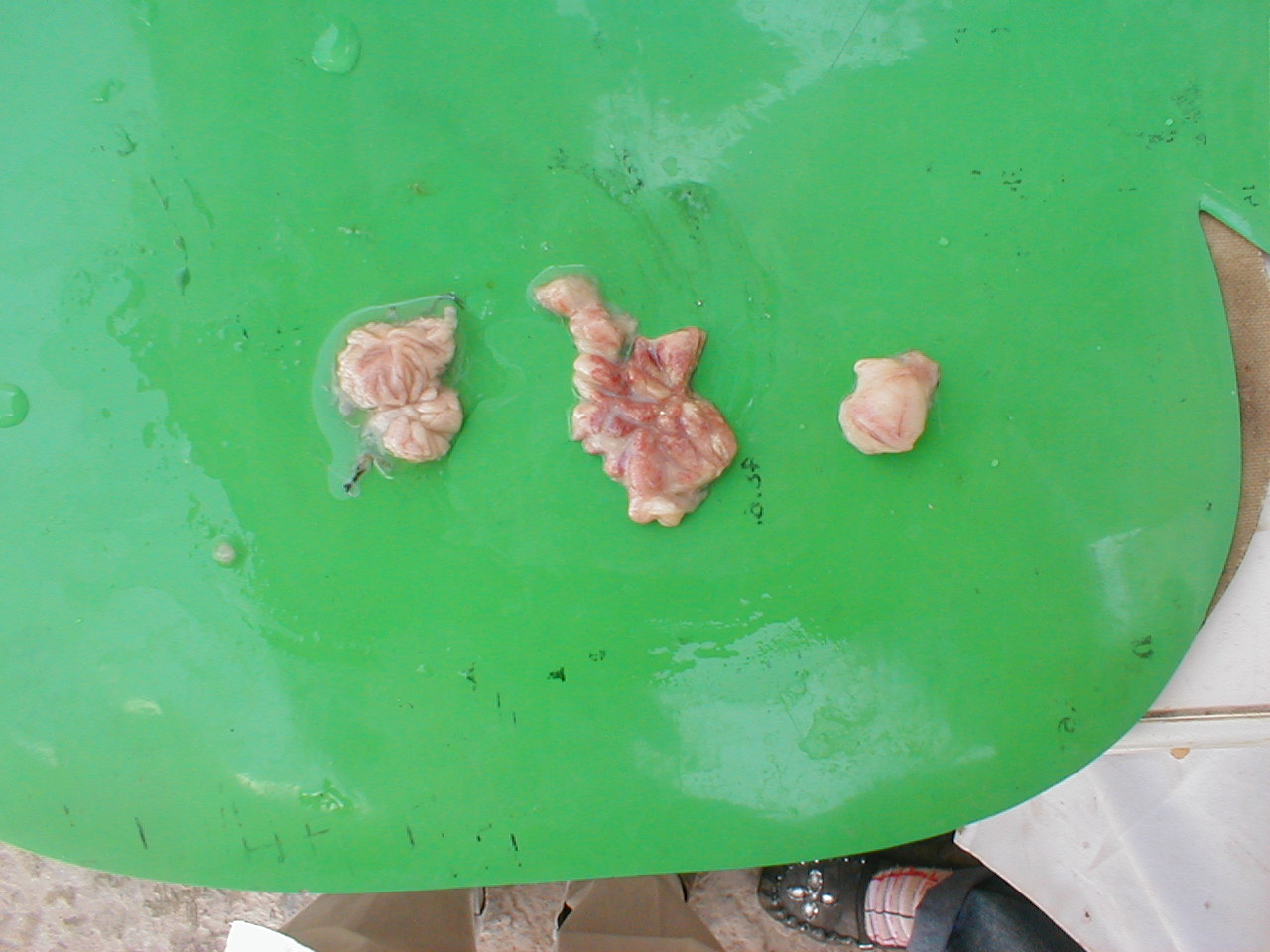
Tres exemples de bosses de Fabrici: 1. Inflamació crònica, 2. Inflamació aguda, 3. Sana.

En ocells, la bossa de Fabrici (en llatí Bursa cloacalis o Bursa fabricii) és el lloc de l'hematopoesi, un òrgan especialitzat que, com va demostrar en un primer moment Bruce Glick, i més tard van ratificar Max Cooper i Robert Good, és necessari per al desenvolupament de limfòcits B (unes cèl·lules clau del sistema immunitari) aviar. Els mamífers generalment no tenen un òrgan equivalent; la medul·la òssia és sovint tant el lloc d'hematopoesi com de desenvolupament dels limfòcits B. La bossa és present en la cloaca d'ocells i rep aquest nom després que Hieronymus Fabricius la descrivís anatòmicament per primer cop l'any 1621.

## Anatomia
La bossa de Fabrici és un epiteli i òrgan limfoide que es troba només en ocells. Aquesta es desenvolupa com a diverticle dorsal del proctodeu de la cloaca. El lumen (interior) de la bossa es troba plegat amb 15 plecs primaris i 7 secundaris, els quals tenen centenars de fol·licles bursals que contenen cèl·lules epitelials associades a fol·licles, limfòcits, macròfags i cèl·lules plasmàtiques. Les cèl·lules mare limfocitàries emigren del fetge fetal a la bossa durant l'ontogènia. Un cop arribades a la bossa, aquestes cèl·lules mare adquireixen les característiques de maduresa i donen pas a cèl·lules B immunocompetents.
La bossa és activa en ocells joves i s'atrofia a partir dels sis mesos.

## Història de recerca
L'any 1956, Bruce Glick va demostrar que l'extracció de la bossa de Fabrici en pollets nounats implicava la pèrdua severa de l'habilitat dels ocells adults per a produir anticossos. En contrast, l'extracció de la bossa en pollastres adults no comporta un efecte destacable en el sistema immunitari. Aquesta fou una descoberta fortuïta que es va donar quan un becari de postgrau, Timothy S. Chang, qui ensenyava un curs sobre producció d'anticossos, va rebre uns pollastres de Glick que havien estat bursectomitzats (extracció de la bossa). Quan aquests pollastres van fallar a l'hora de produir anticossos com a resposta a una immunització amb estafilococs, ambdós estudiants van adonar-se que aquesta era necessària per a la producció d'anticossos. Els seus esforços inicials de publicar els seus descobriments eren sempre frenats per un editor que va comentar que "una major elucidació del mecanisme ... hauria de ser provada abans de dur a terme la publicació.”
La funció del tim en la resposta immunitària fou també identificada poc després de la descoberta del rol de la bossa pel que fa a la resposta a d'anticossos. En animals timectomitzats (extracció de tim), l'habilitat de refusar al·loempelts i per muntar respostes d'hipersensibilitat retardada va disminuir dràsticament. Durant la meitat de la dècada dels 60 els immunòlegs estaven convençuts que hi havia, de fet, dues branques separades del sistema immunitari: una tractava exclusivament la producció d'anticossos circulants a la sang (immunitat humoral), mentre que l'altra estava implicada en la hipersensibilitat retardada i el rebuig a trasplantaments (immunitat cel·lular).

## Malalties

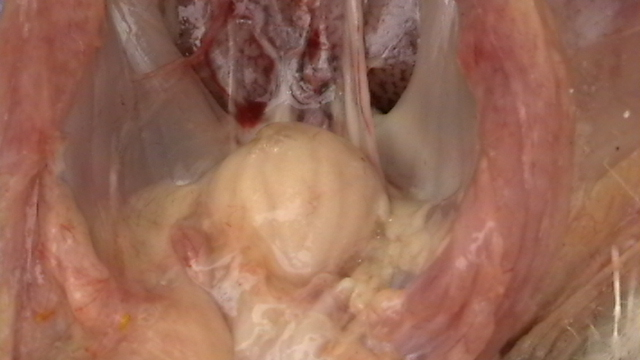
Bossa de Fabrici infectada per la bursitis infecciosa aviària.

La bursitis infecciosa aviària és un malaltia vírica de l'aviram. Típicament, el virus ataca la bossa d'ocells joves, impedint el correcte desenvolupament del sistema immunitari.